# Ohh! Monica!
Ohh! Monica! – longplay szwedzkiej piosenkarki Moniki Zetterlund, wydany w grudniu 1964 roku nakładem wydawnictwa muzycznego Philips Records. 
Album powstał przy akompaniamencie Philips Studioorkester. Za jego layout odpowiedzialny był Yngve Solberg, zaś za fotografię na okładce Lars Falck.
Niektóre kompozycje wydawnictwa osadzone są w stylu cool jazz oraz bossa nova. Płyta doczekała się wielu reedycji, między innymi na terenie Skandynawii w 2001 roku (nakładem Universal Music) oraz w Japonii w 2006, 2012 oraz 2014 roku (nakładem Philips oraz Universal Music).

## Lista utworów
Opracowano na podstawie materiału źródłowego.
Strona A
| 1. | „Farfars vals” (muz. Lars Färnlöf, sł. Beppe Wolgers)                  | 2:24  |
|    |                                                                        |       |
| 2. | „Siv Larssons dagbok” (muz. Antônio Carlos Jobim, sł. Tage Danielsson) | 2:10  |
|    |                                                                        |       |
| 3. | „Konstigt” (muz. Torbjörn Iwan Lundquist, sł. Beppe Wolgers)           | 2:27  |
|    |                                                                        |       |
| 4. | „Monicas vals (Waltz for Debby)” (muz. Bill Evans, sł. Beppe Wolgers)  | 3:27  |
|    |                                                                        |       |
| 5. | „En dag i augusti” (muz. i sł. Britt Lindeborg)                        | 3:24  |
|    |                                                                        |       |
| 6. | „Vilsevalsen” (muz. Georg Riedel, sł. Beppe Wolgers)                   | 7:08  |
|    |                                                                        |       |
|    |                                                                        | 21:00 |
|    |                                                                        |       |
Strona B
| 1. | „En valsmelodi” (muz. Lille Bror Söderlundh, sł. Nils Ferlin)                                   | 3:18  |
|    |                                                                                                 |       |
| 2. | „Jag tror på dig (I Believe in You)” (muz. Frank Loesser, sł. Gösta Bernhard, Stig Bergendorff) | 2:26  |
|    |                                                                                                 |       |
| 3. | „När jag vaknar” (muz. Torbjörn Iwan Lundquist, sł. Beppe Wolgers)                              | 3:32  |
|    |                                                                                                 |       |
| 4. | „Vart tar vinet vägen” (muz. Georg Riedel, sł. Beppe Wolgers)                                   | 4:32  |
|    |                                                                                                 |       |
| 5. | „Spela för mig” (muz. Torbjörn Iwan Lundquist, sł. Beppe Wolgers)                               | 2:30  |
|    |                                                                                                 |       |
| 6. | „Visa från Utanmyra” (skandynawska melodia ludowa, sł. Björn Lindroth, aranż. Jan Johansson)    | 2:42  |
|    |                                                                                                 |       |
|    |                                                                                                 | 19:00 |
|    |                                                                                                 |       |